# Tajny związek

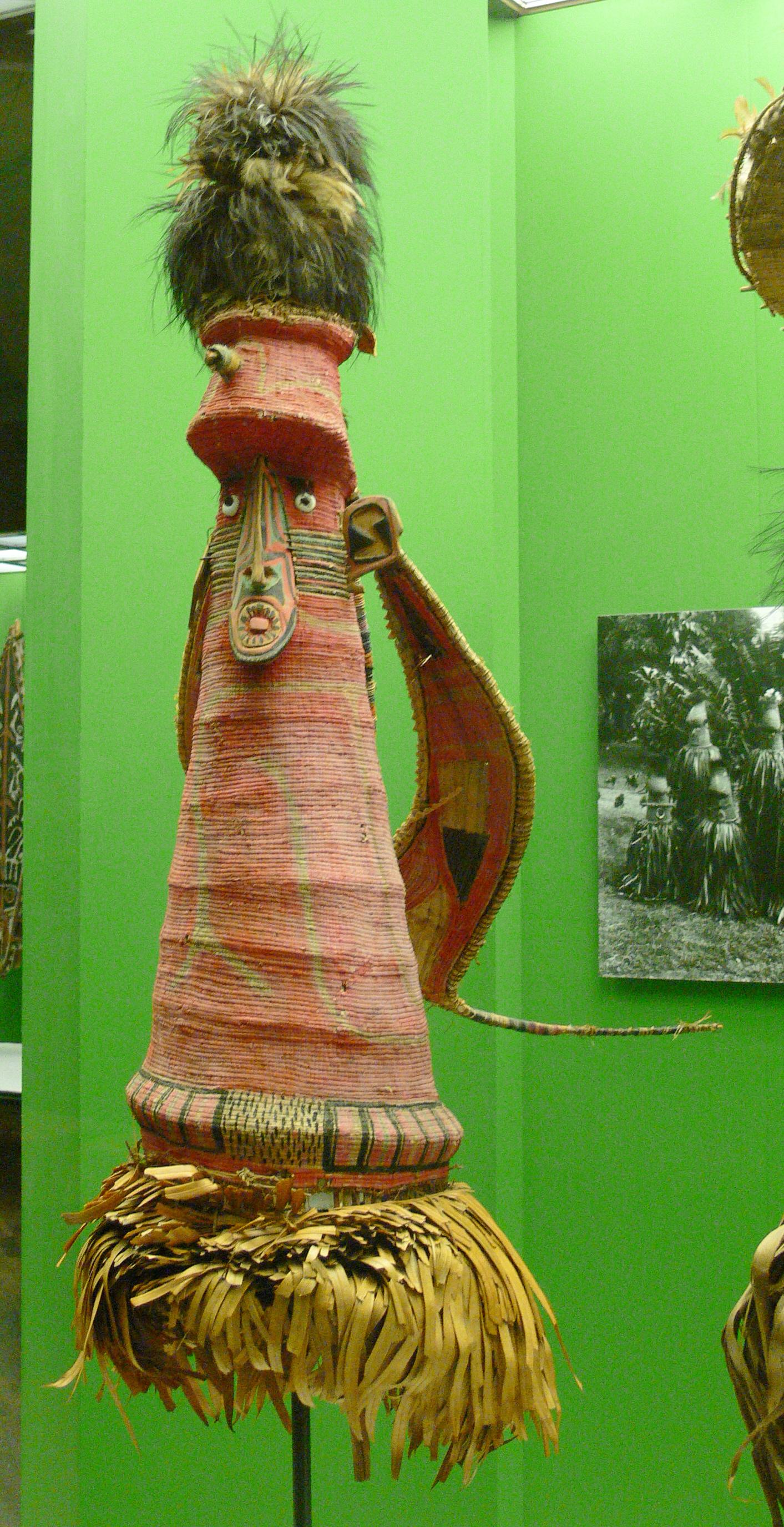
Maska z Nowej Brytanii

Tajny związek – w etnologii termin określający różnego rodzaju stowarzyszenia o działalności skrywanej przed niewtajemniczonymi.

## Charakterystyka
Cechami charakterystycznymi tajnych związków są:

    a) istnienie wewnętrznej struktury opartej na systemie stopni i 
indywidualnym przywództwie oraz ukrytej siedziby (domostw, miejsc świętych),

    b) określonych zasad przyjmowania nowych członków (często związanych z inicjacją nowicjusza) oraz przedmiotów związanych z rytuałami,

    c) często też istnienie tajemnego języka.
Najczęstszymi związkami tego typu były stowarzyszenia męskie, choć spotyka się też kobiece.

## Geneza

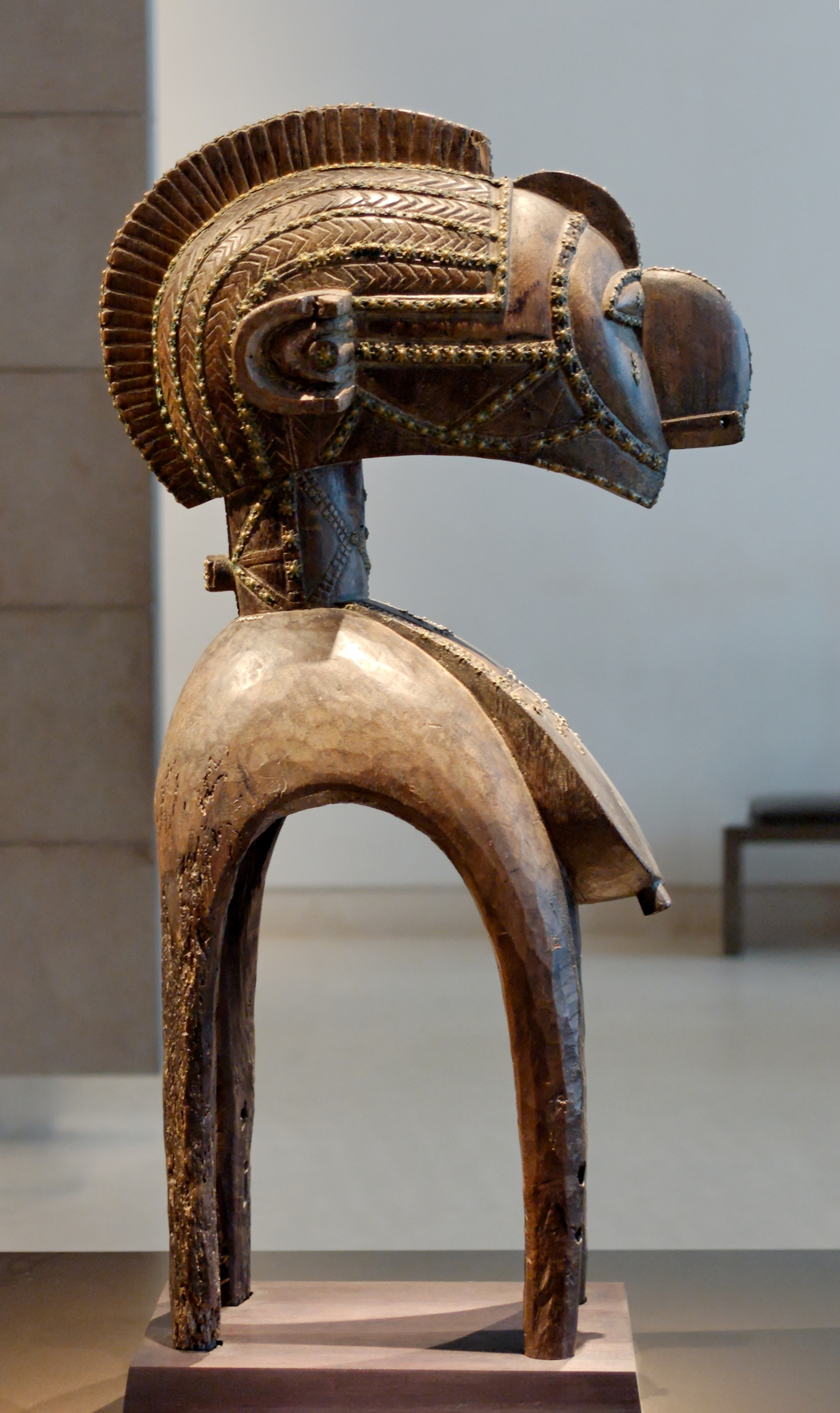
Maska Nimba stowarzyszenia Simo

Fenomen tajnych związków od dawna interesował badaczy. Na temat ich powstania wysunięto dwa rodzaje teorii: społeczną i religijną.
Pochodzenie społeczne wysuwali między innymi: Ludwik Krzywicki, Hutton Webster, E.M. Loeb.  Badacze ci wskazywali na liczny udział mężczyzn w tego typu organizacjach, co miało wskazywać na powiązanie tych stowarzyszeń z inicjacją młodzieży. Według Webstera istnienie określonej hierarchii w tajnych związkach miało związek z grupami wieku. Uważał on, że inicjacja plemienna i związkowa mają wiele cech wspólnych, jak izolacja, nauka wiedzy tajemnej i posłuszeństwo wobec starszych. Powstanie żeńskich stowarzyszeń jest według niego dowodem rozkładu stowarzyszeń.
Należy tu także wspomnieć o związkach tych organizacji z instytucją domów męskich, znaną na wielu kontynentach. Loeb natomiast wskazywał na występowanie w obu inicjacjach obrzędu przejścia oraz otrzymaniem znaków plemiennych. Zdaniem niemieckiego etnologa Kunza Dittmera tajne związki powstały w celu zastraszania kobiet.
Religijne pochodzenie tajnych związków wysuwali: Leo Frobenius, S.A. Tokariew i Mircea Eliade. Zdaniem Frobeniusa powstanie tych organizacji miało swe źródło w kulcie zmarłych i boskich przodków.
Eliade podkreśla natomiast misteryjne podłoże obrzędu inicjacji związkowej oraz ich podobieństwo z obrzędami dojrzałości. Według niego celem tego obrzędu miała być symboliczna śmierć i narodziny oraz nadanie nowego, znanego tylko wtajemniczonym imienia, dzięki czemu neofita stawał się nowym człowiekiem.

## Występowanie i funkcje

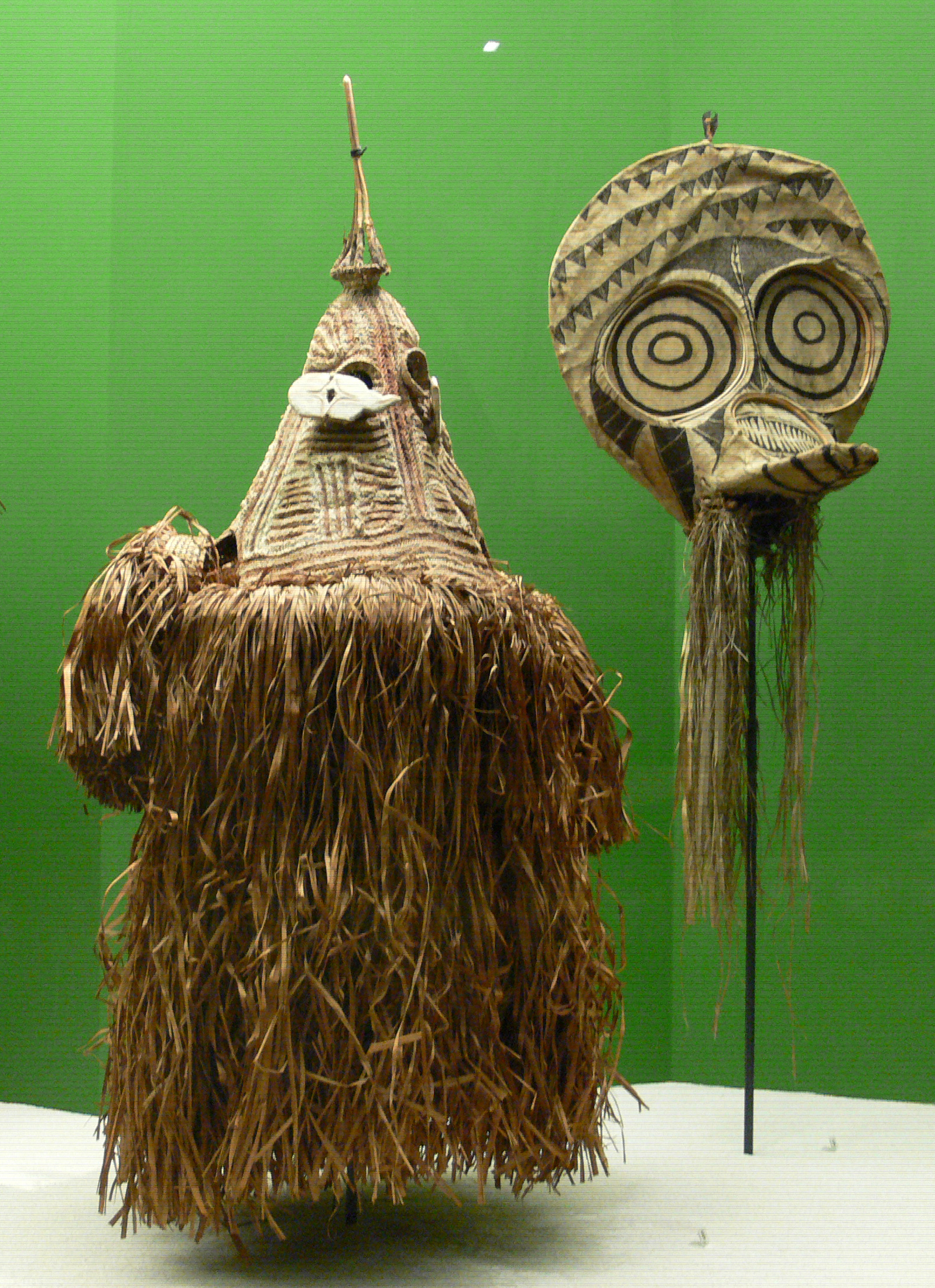
Maska z Nowej Kaledonii

Głównymi obszarami występowania tego typu organizacji były Afryka zachodnia i Melanezja. W Nowym Świecie istniały one przeważnie w Ameryce Północnej, głównie na wybrzeżu Pacyfiku.
W Afryce tajne stowarzyszenia pełniły głównie funkcje policyjne i sądownicze lub religijne. Działalność tych pierwszych sprowadzała się do wymierzania sprawiedliwości i polowań na czarownice. Zajmowały się tym takie związki, jak jorubańskie Oro i Ogboni, Mmo u Ibów. Niektóre z tych związków, np. związki Poro i Simo, nabrały charakteru organizacji ponadplemiennych, a poleceń ich przywódców nie ośmielał się nie wykonać nawet władca. Należy w tym miejscu wspomnieć o związkach tzw. ludzi-lampartów, działających niemal w całej Afryce zachodniej, czy o związku ludzi-lwów u ludu Sara z Czadu, których członkowie, często przebrani za zwierzęta, napadali i terroryzowali miejscową ludność. Związki o charakterze religijnym, jak np. Zangbeto u Aszanti, Egunggun u Jorubów, Hjondo u ludu Sara, Bagre u ludów Lodagaa, Lobi i Dagari zajmowały się głównie inicjacją młodzieży i kultem religijnym, część z nich z czasem nabrała charakteru bractw religijnych. Na terenie Afryki środkowej istniały także związki kobiece, takie jak Ko Kume, Ndżo-Kholo i Miamba w Kamerunie, Lisimbu u ludu Kuta czy Nyembe w Gabonie.
W Melanezji tajne związki były zjawiskiem niemal powszechnym. Część z nich, jak np. związek Sukwe z Wysp Banksa przekształciła się w kluby męskie, do których mógł należeć każdy dorosły mężczyzna, lecz dostęp do najwyższych stopni wymagał wielkich opłat. Inne zaś, jak związek Duk-Duk z Nowej Brytanii, pełniły funkcje policyjne, choć nieraz także terroryzowały miejscową ludność.
Na półkuli zachodniej przykładem może być związek kanibali u Indian Kwiakutlów. Część związków zmieniła się bractwa religijne, jak np. Bractwo Węży u Indian Nawaho.

## Informacja prawna
Artykuł 13. Konstytucji RP bezwzględnie zakazuje istnienia organizacji, których struktury lub członkostwo są tajne.